# Taco (cantante)
Taco Ockerse, noto semplicemente come Taco (Jakarta, 21 luglio 1955), è un cantante olandese (ma nativo dell'Indonesia), professionalmente in attività dall'inizio degli anni ottanta.
In carriera ha pubblicato una decina di album, il primo dei quali fu After Eight del 1982.
Il suo singolo di maggiore successo fu Puttin' on the Ritz del 1982, cover di un brano di Irving Berlin, che raggiunse i primi posti delle classifiche in vari Paesi.
Ha fatto anche parte - assieme a Geff Harrison e Ronald David - del gruppo musicale The Soul Brothers.

## Biografia
Nato in Indonesia da genitori di origine olandese, ha vissuto la giovinezza tra Olanda e Singapore, dove ha studiato alla International School of America diplomandosi nel 1973. Successivamente si è trasferito con la famiglia ad Amburgo, dove ha frequentato una scuola di recitazione e una di danza, ottenendo un ruolo nel musical Sweet Charity.
Grazie ad alcuni contatti con musicisti e membri dell'industria discografica, ha registrato alcuni demo, venendo infine messo sotto contratto dalla Polydor. Dopo avere inciso alcuni singoli di genere schlager e una cover del brano di Elton John Nobody Wins, amareggiato dal dover interpretare un tipo di musica che non amava, ha rotto il contratto con la casa discografica nel 1981. Insieme ai produttori David Parker e Werner Lang ha concepito l'idea di una cover con un arrangiamento elettronico del classico di Irving Berlin Puttin' on the Ritz. Il singolo, uscito nel 1982, anche per una mancanza di promozione della casa discografica è stato inizialmente ignorato dal pubblico, eccetto che in Svezia, dove è arrivato al primo posto in classifica ed è stato certificato disco d'oro. Sulla spinta del successo scandinavo il brano è successivamente diventato un successo internazionale, prima in Germania, poi in Europa, e infine negli Stati Uniti, dove ha venduto oltre un milione di copie.
Dopo il successo di Puttin' on the Ritz furono estratti altri singoli dall'album di debutto After Eight, ma nessun brano ha raggiunto un successo paragonabile al predecessore.  L'album successivo, Let’s Face the Music, è stato un parziale insuccesso, e ha portato Taco alla rottura con la RCA.  Tra il 1984 e l'inizio degli anni '90 ha inciso un buon numero di singoli e album per diverse case discografiche, confrontandosi con i generi più diversi, dalle cover di Glenn Miller al pop più tradizionale fino alla dance. Negli anni '90, pur continuando a produrre musica, ha ripreso a recitare a teatro in vari musical.

## Discografia

### Album
- 1982: After Eight (RCA Records)
- 1984: Let's Face the Music (RCA Records)
- 1985: Swing Classics: In the Mood of Glenn Miller (Polydor Records)
- 1986: Tell Me That You Like It (Polydor Records)
- 1987: Taco (Perle Records)
- 1988: Love Touch
- 1991: Puttin' on the Ritz - Best of Taco (BMG)
- 2000: Best of Taco (BMG)
- 2011: Timeless Love (DingDing Music)

### Singoli
- 1981: Träume brauchen Zeit
- 1982: Puttin' on the Ritz
- 1982: Singin' in the Rain
- 1982: Cheek to Cheek
- 1983: Superphysical Resurrection
- 1984: Let's Face the Music
- 1984: Opera Rap
- 1984: Pennsylvania 6-5000
- 1985: Heartbreak City
- 1986: You're My Answer to it All
- 1987: Got to Be Your Lover
- 1991: Lady of my Heart
- 1992: Tico Tico
- 1999: Puttin' on the Ritz 2000
- 2011: Timeless Love

## Filmografia

### Attore
- Das Erbe der Guldenburgs - serie TV (1990)
- Karniggels (1991)

### Colonna sonora
- Lassiter, lo scassinatore (1984)
- Un genio in pannolino (1999)
- Bricolay Junior e Yacko - Wacko e desiderio stella (2001) non accreditato
- The Call (2013)